# Раменская волость (Коломенский уезд)
Раменская волость располагалась в юго-восточной части Коломенского уезда (по доекатерининскому административно-территориальному делению) по берегу р. Оки. Граничила с Мещерской, Крутинской, Холмовской, Мезынской, Дарицкой волостями, Большим Микулиным и Пахрянским станами Коломенского уезда. 
Просуществовала до губернской реформы Екатерины II.

## Погост
В волости располагался погост с церковью Рождества Пречистыя Богородицы.

## Поселения
На территории Раменской волости существовали следующие населённые пункты, вошедшие в состав Раменской волости Егорьевского уезда Рязанской губернии:
- Афанасьево
- Бочнево
- Бутово
- Васютино
- Волково
- Дмитровцы
- Колычево
- Кочема
- Круги
- Кукшево
- Лисьи Норы
- Макшеево
- Меленеево
- Михали
- Михеево
- Поцелуево
- Раменки
- Родионово
- Сергиевский
- Старое
- Тимшино
- Угорная Слобода